# Hostie
Hostie – wieś (obec) na Słowacji, w kraju nitrzańskim, w powiecie Zlaté Moravce na Nizinie Naddunajskiej u południowych podnóży Gór Szczawnickich.